# Avenida de La Trinidad (San Cristóbal de La Laguna)
La Avenida de La Trinidad es una vía pública situada en la ciudad de San Cristóbal de La Laguna, en la isla de Tenerife (Canarias, España). Es una de las principales vías de entrada y salida de la ciudad, comenzando en la rotonda de Padre Anchieta, a través de la cual se puede acceder a la autopista del norte. 
Se proyectó, en 1953, ante la necesidad de unir el casco de la ciudad con la autopista que estaba comenzando a construirse. Después de varios retrasos las obras de la avenida finalizaron el 6 de julio de 1961, convirtiéndose en el principal acceso a la ciudad. En su trazado original se preveía que la vía llegará hasta la plaza del Cristo, lo que hubiera supuesto la destrucción de muchos edificios históricos.
El recorrido de la línea 1 del Tranvía de Tenerife finaliza en esta avenida con la parada homónima. Hasta enero de 2011 en esta vía se ubicaba también la parada de Padre Anchieta, pero esta fue trasladada a una calle transversal frente al nuevo Intercambiador de Transportes de La Laguna. La avenida también cuenta con un aparcamiento subterráneo.
El campus Central de la Universidad de La Laguna limita con la Trinidad y el campus de Anchieta se encuentra muy cerca, al otro lado de la TF-5.

## Galería

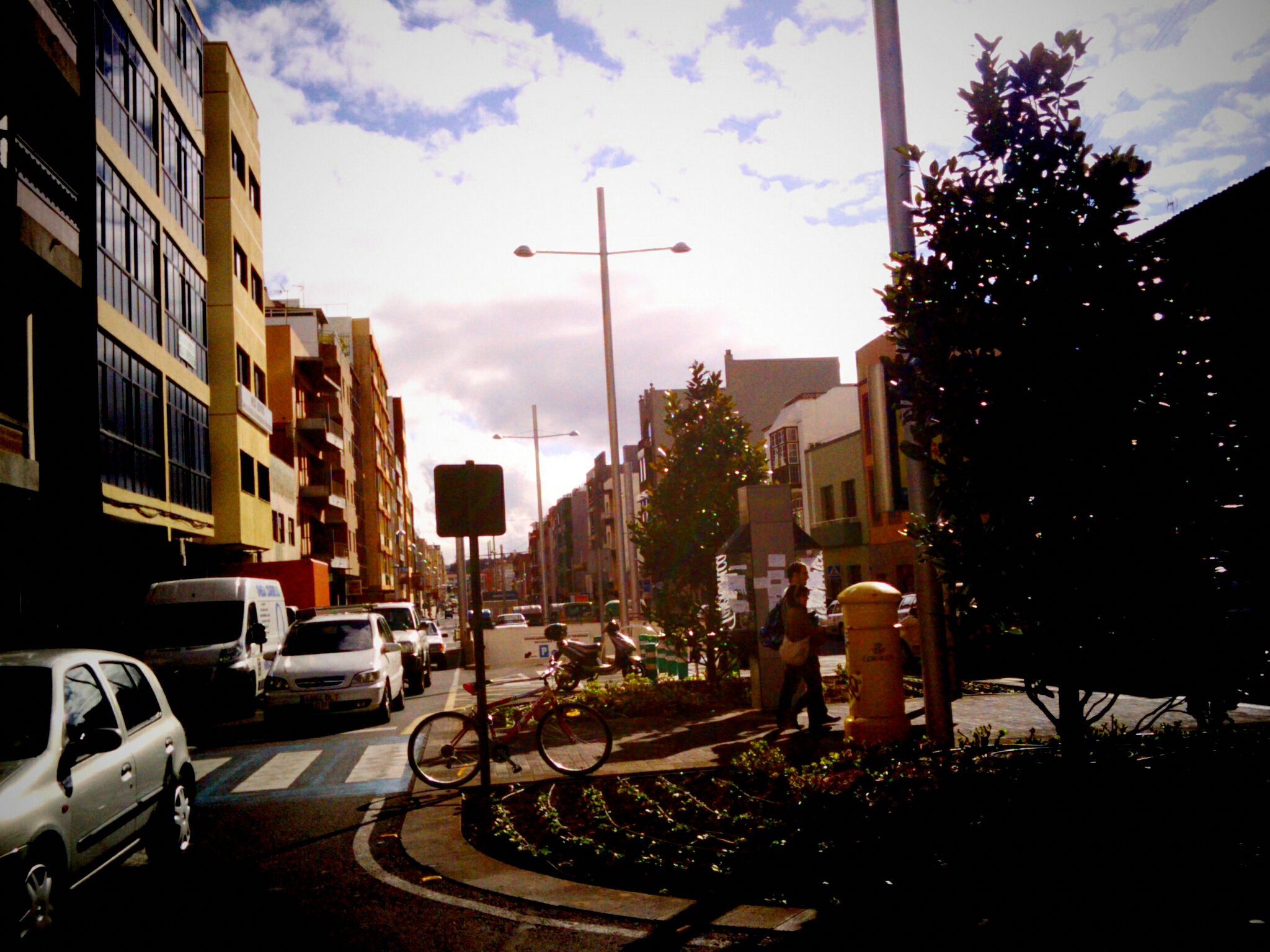
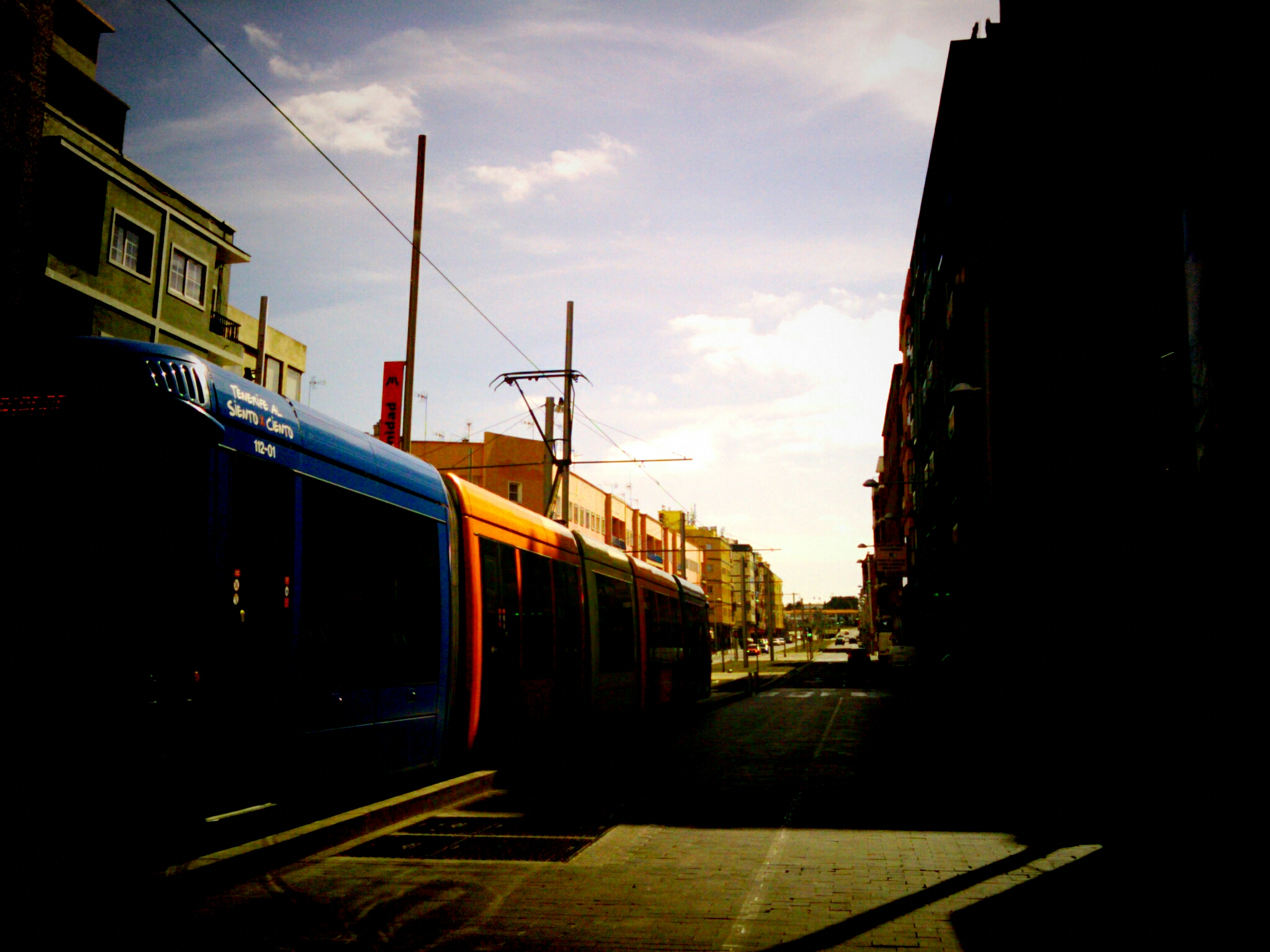
Tranvía en la parada de Trinidad
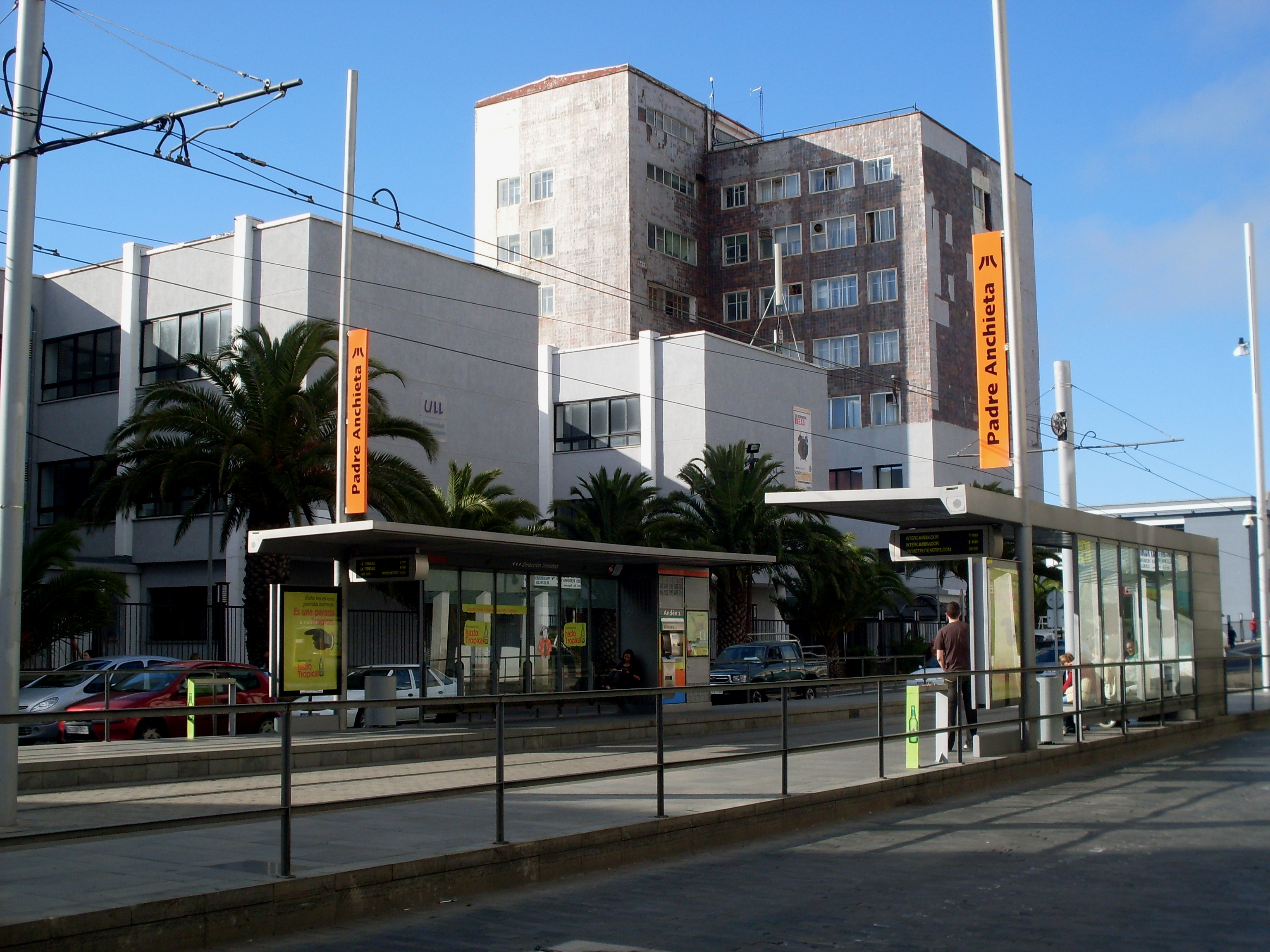
Antigua ubicación de la parada de Padre Anchieta en la avenida. Al fondo la conocida como Torre de Químicas, hoy Torre profesor Agustín Arévalo, del Campus Central.
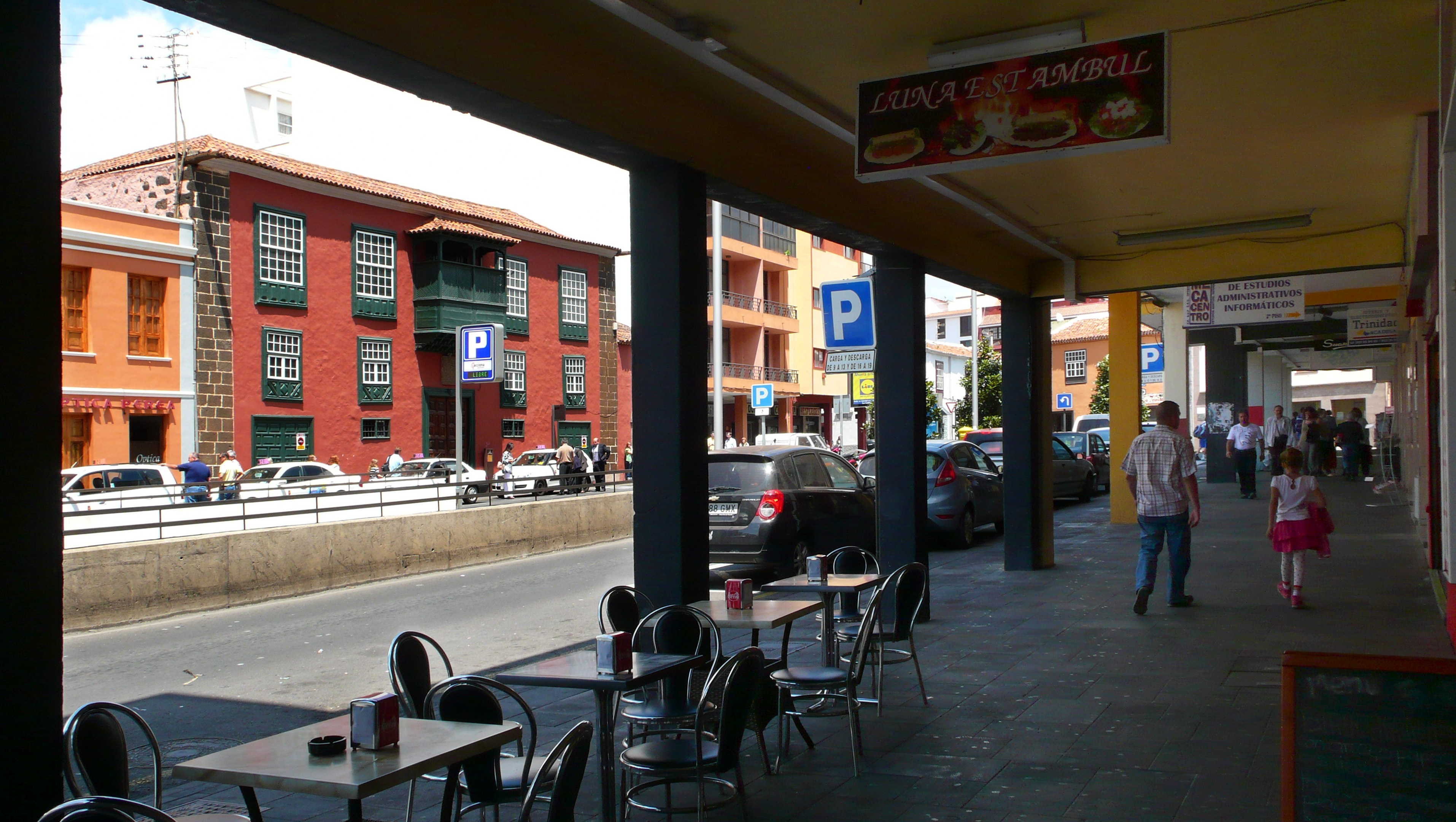
Soportales. Al fondo, Casa Peraza y Ayala (1.769)
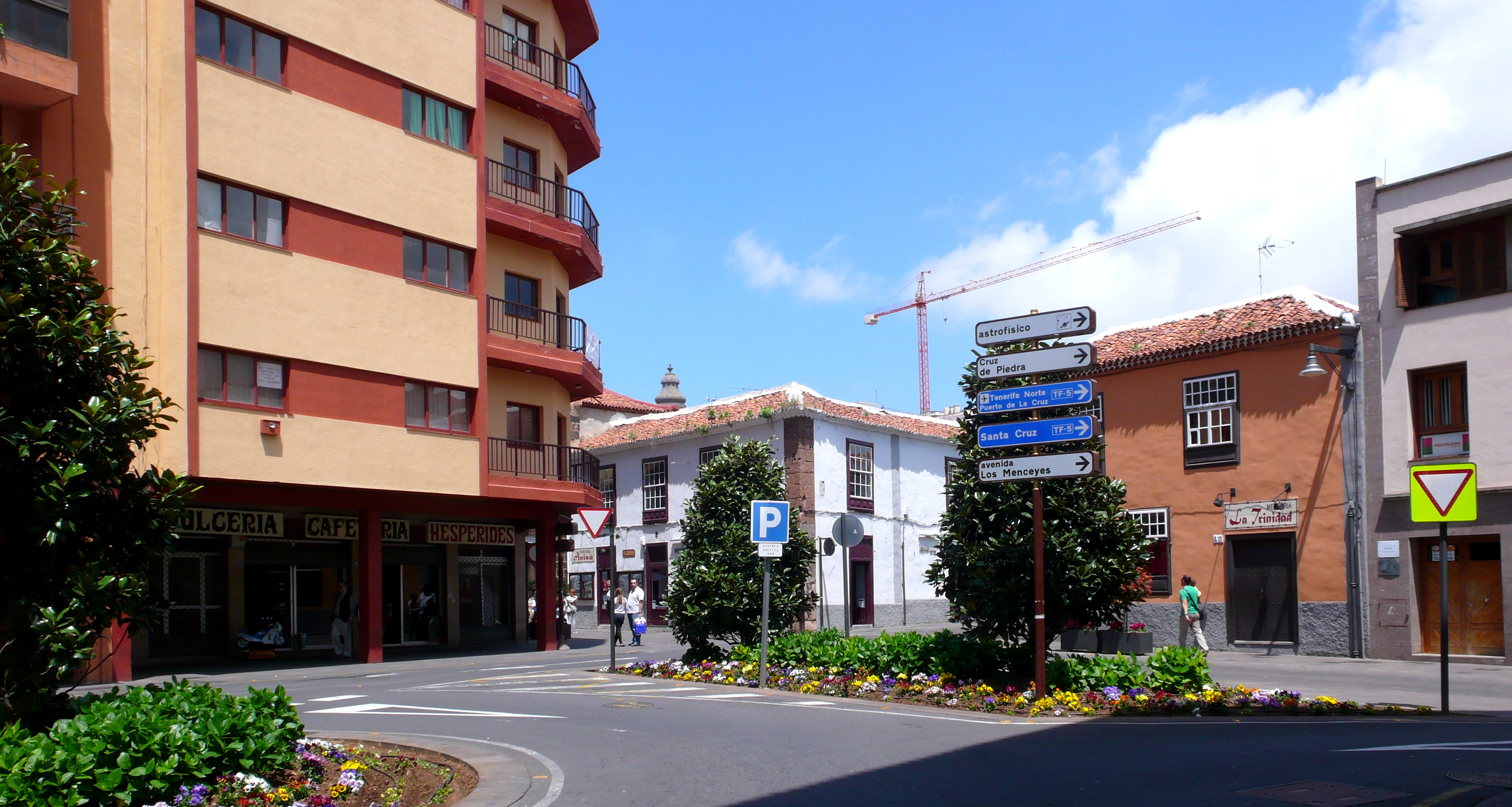